# Giacomo d'Alibert
Giacomo d'Alibert (Parigi, 1626 – Roma, 23 agosto 1713) è stato un impresario teatrale francese noto per aver costruito il primo teatro musicale aperto al pubblico di Roma, il Teatro Tordinona.

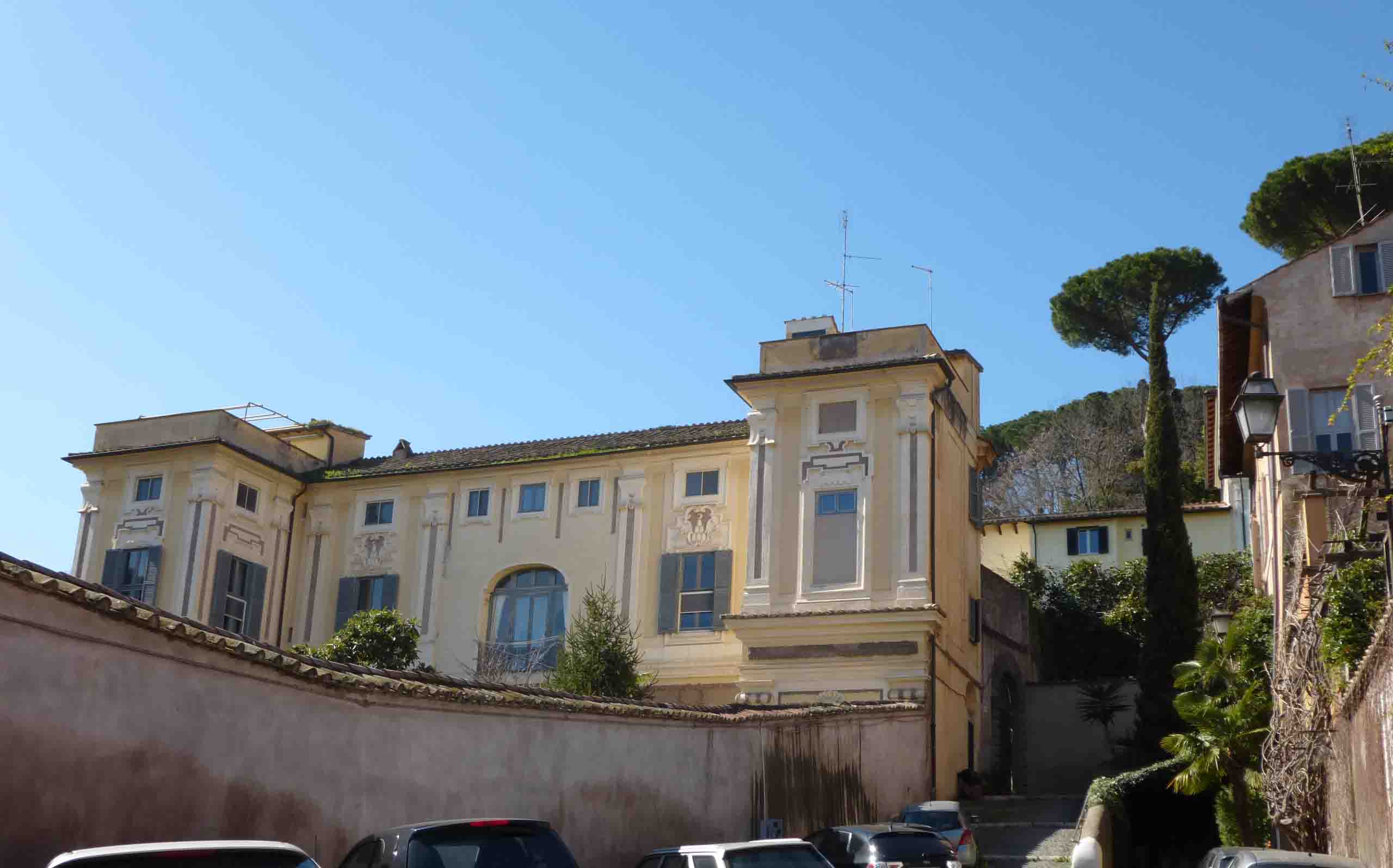
Villa Alibert in via degli Orti d'Alibert a Trastevere.

Era figlio di un conte Giacomo, amministratore della casa di Gastone d'Orléans. Giunse a Roma attorno ai trent'anni, verso il 1656, entrando qui in relazione con il cardinale Decio Azzolino, e attraverso quest'ultimo con la regina Cristina di Svezia, entrambi suoi coetanei.
Nel 1662 la regina lo assunse formalmente come segretario d'ambasciata; in questa veste d'Alibert si occupò, oltre che di qualche missione diplomatica, dell'attività che più lo appassionava - quella di impresario teatrale e, più in generale, di organizzatore di giochi e spettacoli.
Il conte si ambientò felicemente nella società romana, prendendo anche in moglie, nel 1663, Maria Vittoria figlia di un conte Cenci, già capitano della guardia corsa che era stata appena sciolta. Questa gli diede molti figli (il maggiore dei quali, Antonio, ereditò la passione paterna per il teatro e nel 1717 fu il costruttore del Teatro d'Alibert a via Margutta) e gli portò in dote una casa, Villa Alibert, con un grande giardino a Trastevere, a due passi dalla residenza di Cristina a Palazzo Riario (oggi Palazzo Corsini alla Lungara), casa che d'Alibert ristrutturò in forme teatrali ancora riconoscibili, nonostante l'abbandono del giardino. Le successive attività del d'Alibert vennero condotte in società con il suocero: dall'altra parte del Tevere, all'Orto di Napoli (la via esiste ancora, tra via del Babuino e via Margutta), d'Alibert utilizzò alcune casette che sorgevano nel giardino Cenci alle pendici del Pincio (a vicolo del Carciofolo) per impiantarvi, nel 1664, un gioco della pallacorda (attività la cui gestione gli costò non poco).
Sempre in società con il conte Cenci, e supportato dalla regina Cristina, d'Alibert - che nel frattempo era stato anche nominato governatore delle armi di Nettuno - fece costruire da Carlo Fontana il Teatro di Tordinona. L'attività cominciò alla fine del 1670 con spettacoli comici, mentre gli spettacoli musicali furono aperti nel gennaio 1671 con Scipione Affricano di Francesco Cavalli. Gli spettacoli andarono avanti tranquillamente per le prime quattro stagioni. La quinta avrebbe dovuto essere quella del 1675, ma era anno giubilare - e quindi niente teatro. Nel 1676 la stagione non cominciò neppure, in luglio il papa Clemente X morì, e il suo successore Innocenzo XI chiuse tutti i pubblici teatri.
La regina Cristina fece proseguire l'attività del proprio teatro domestico, ma a Roma lo spazio per d'Alibert, che era ormai divenuto un vero e proprio impresario del gioco e dello spettacolo pubblico, si era molto ristretto. 
Nel 1677-78 d'Alibert si spostò quindi a Torino, dove organizzò la stagione di carnevale del Teatro ducale di Vittorio Amedeo II di Savoia, contando su un successivo incarico stabile. L'incarico però non si concretò e il nostro tornò a Roma, dove riprese il suo posto di "Duce delle cose teatrali romane", restando sempre molto legato a Cristina di Svezia. Alla morte di Innocenzo XI nel 1689 (lo stesso anno di Cristina), l'avvento al soglio dell'assai più liberale Alessandro VIII ridiede fiato alle imprese dell'Alibert, che riprese in affitto il Tordinona e ne affidò il rinnovamento ancora al Fontana. L'impresario avrebbe voluto costruire altri teatri, ma il pontificato di Alessandro VIII era stato breve, dal 1691 era divenuto papa Innocenzo XII, e l'aria a Roma era cambiata di nuovo: nel 1697 il Tordinona appena rifatto, reo secondo alcuni prelati di essere al centro di immoralità e scandali, fu addirittura demolito, e non risorse che nel 1733.
La conclusione della vita di d'Alibert avvenne così all'ombra di un'altra ex regina, Maria Casimira di Polonia, che giunta a Roma nel 1699 aveva creato al palazzetto Zuccari la sua piccola corte, prendendo con sé anche il conte d'Alibert - ormai anziano, ma espertissimo di teatro e di mondanità romana.
Morì il 23 agosto 1713, a 87 anni, nella sua casa di vicolo del Carciofolo dove cinquant'anni prima aveva creato la sala da pallacorda.